# Fort pancerny główny 49a „Dłubnia”
Fort pancerny główny 49a Dłubnia – zabytkowy fort Twierdzy Kraków. Powstał w latach 1892–1896. Jego zadaniem była ochrona doliny Dłubni, pomagały mu forty: 49 Krzesławice i 48a Mistrzejowice. Umocnieniami Fortu były Fort 49 ¼ Grębałów i Fort 49 Krzesławice.
Fort nie brał udziału w walkach podczas I wojny światowej. W okresie międzywojennym pozostawał w gestii wojska. Podczas II wojny światowej wieże pancerne wysadzono w powietrze. Po II wojnie światowej, do 1990 roku, fort pełnił funkcje magazynowe.
Obiekt znajduje się przy ul. S. Petőfiego w Krakowie.

## Zespół dzieł obronnych
W otoczeniu fortu znajdowały się:
- ziemny szaniec piechoty IS VI–1,
- bateria FB VI–1,
- bateria sprzężona Fortu.

Nie zachował się żaden z tych obiektów.

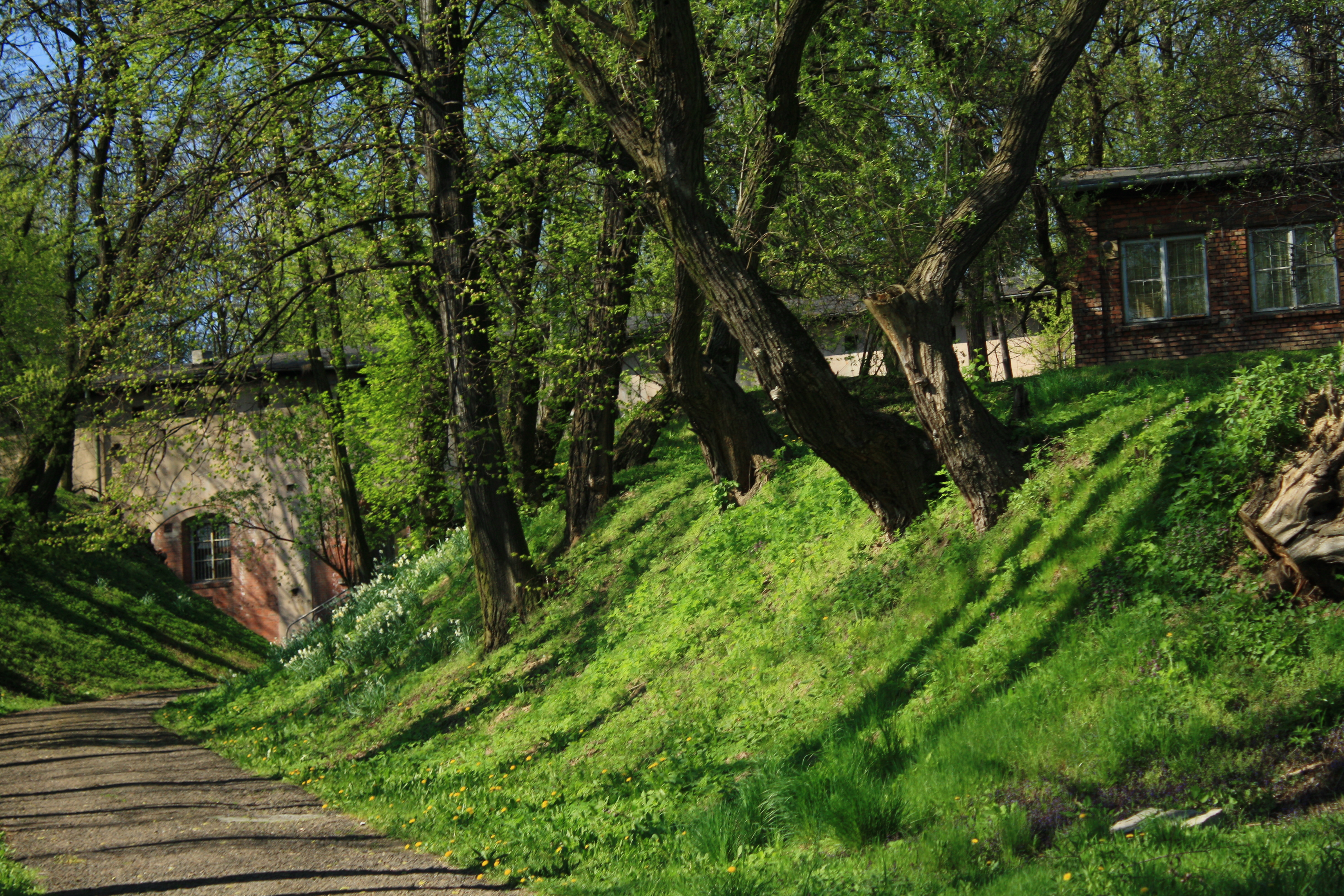
Widok na otoczenie fortu zza ogrodzenia, w głębi widoczny fort
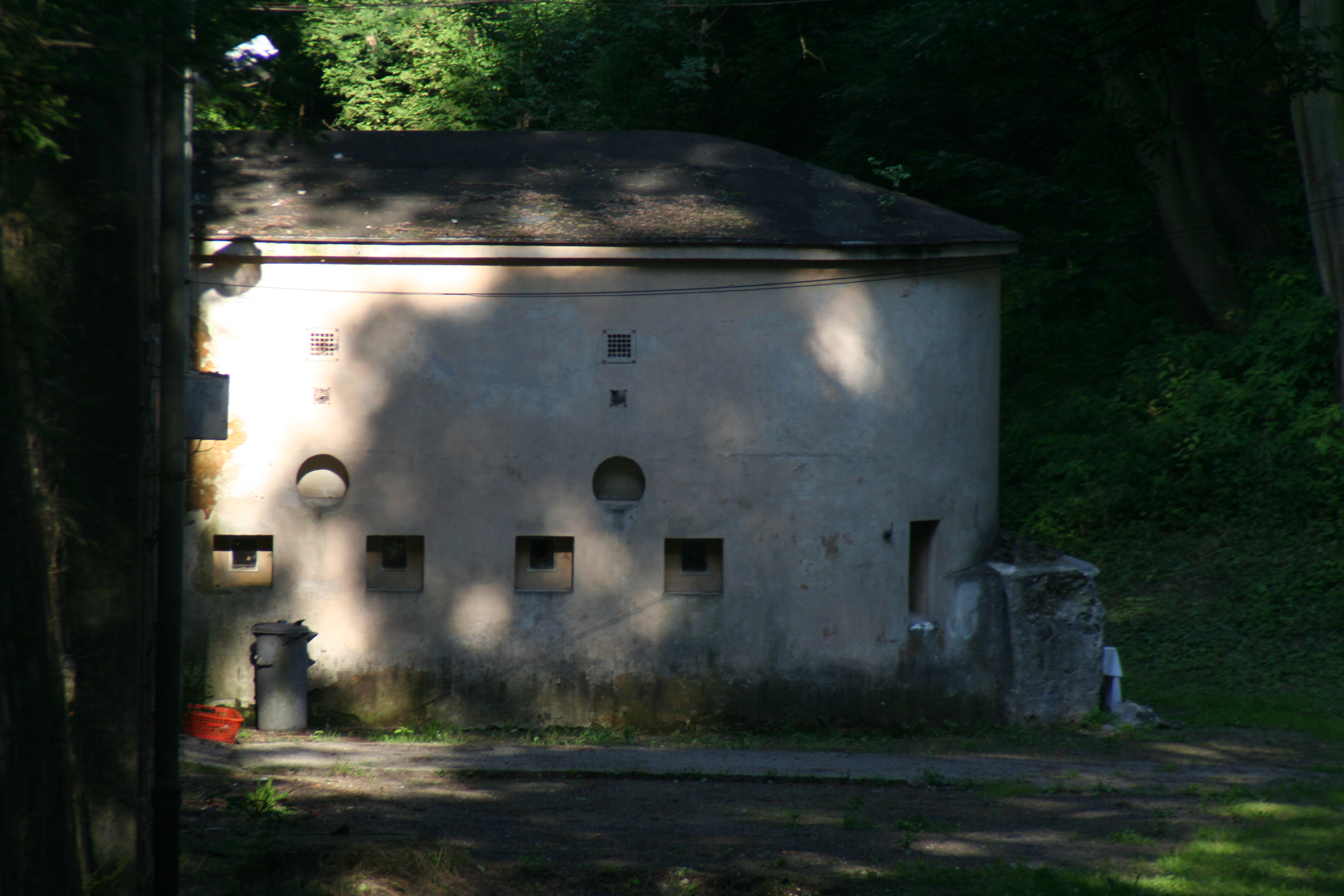
Kaponiera szyjowa fortu
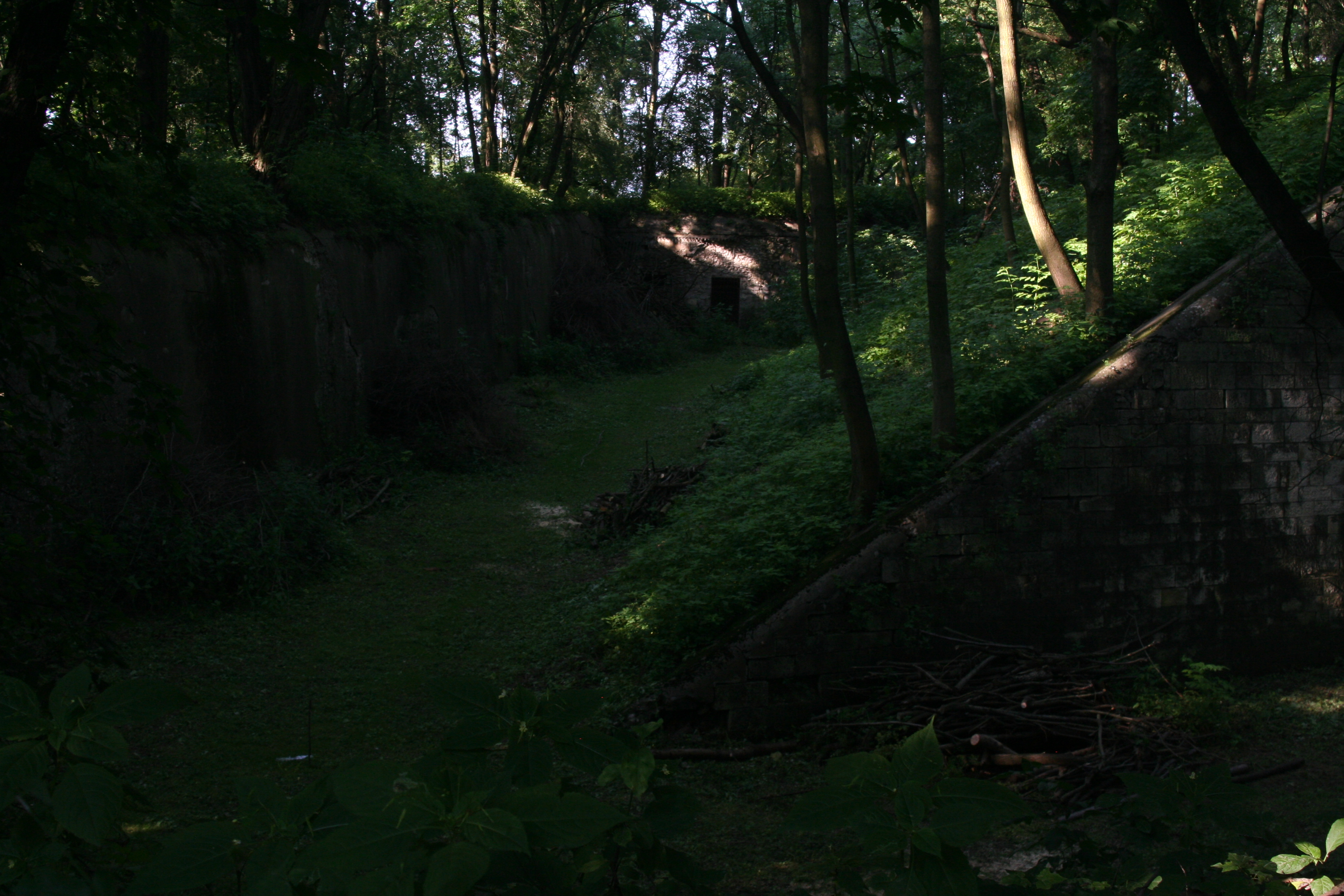
Fosa barkowa lewa, w głębi pojedyncza kaponiera rewersowa